# Trouble Maker
A Trouble Maker a CUBE Entertainment alatt működő duó, amelyet Jang Hyunseung (ex-Beast tag) és Kim Hyuna (ex-4Minute tag) alkot. A formáció 2011-ben jött létre, és számos dalt és albumot adtak ki. A duó 2013 óta nem aktív, de még nincs bejelentve, hogy feloszlanak-e vagy nem.

## Története

### 2011: A debütálás
November 11-én a CUBE bejelentette, hogy egy újabb formációt fog debütáltatni. A formáció a Trouble Maker nevet kapta és két tag, Hyunseung és Hyuna kapott helyet. Debütáló daluk a formáció nevéről kapta és ezzel hivatalosan is debütáltak. 

### 2013: 2 év kihagyás, NOW, Chemistry minialbum
2013-ban a CUBE bejelentette, hogy 2 év kihagyás után a Bajkeverők visszatérnek. Ennek az oka az volt, hogy míg Hyunseung, akkor még a Beast tagjakén, tevékenykedett, addig Hyuna a 4Minute comeback-re, illetve a szóló visszatérésére készült. Végül 2013 szeptemberében visszatértek a NOW dalukkal, ami több helyen is listavezető lett. A klipet két verzióban töltötték fel, az egyik az, ami megkapta a 15 karikát, a másik viszont már a 19-est kapta meg, mivel cigaretta, pénz és fegyver is jelen volt az MV-ben. 

### 2013–jelenleg
Jelenleg a Trouble Maker szünetel, ugyanis mind két fél a szólótevékenységével van elfoglalva. Hyunseung 2016-ban kilépett a Beastből, viszont nem tudni, hogy a duót is otthagyja-e. Hyuna is szólótevékenységgel foglalkozik, mivel a 4Minute 2016-ban feloszlott, viszont őróla sincs hír, hogy ő is ott hagyja-e a duót.